# Madelgarde
Madelgarde (c. 760 - ? ), est une concubine de Charlemagne. 
De leur union est née une fille : Rothilde († 24 mars 852), abbesse de l'abbaye de Faremoutiers.
Sa famille n'est pas connue. Sur la base de l'onomastique, Christian Settipani estime qu'elle est peut-être une descendante d'un noble du nom de Vincent Madelgaire, mort en 677 auquel pourraient se rattacher Madelbert, évêque de Paris au milieu du VIIIe siècle et Madelgaud, duc dont les possessions se situaient dans le nord de la France et contemporain de la concubine royale. Nithard raconte que ce Madelgaud, le comte Richard d'Amiens et son propre père Angilbert étaient de la même race :
« Ce même jour, Angilbert, homme illustre, fut transféré à Saint-Riquier, et vingt-neuf ans après sa mort on trouva son corps conservé intact, bien qu’il eût été enseveli sans aromates ; c’était un homme issu d’une famille alors bien connue. Madhelgaud, Richard et lui étaient de la même race et jouissaient à juste titre d’une grande considération auprès de Charlemagne. Angilbert eut de Berthe, fille de ce grand roi, mon frère Harnied et moi ; il fit construire à Saint-Riquier un ouvrage admirable en l’honneur de Dieu tout-puissant et de saint Riquier ; il gouverna merveilleusement la maison qui lui était confiée. Étant mort à Saint-Riquier en toute félicité, il entra dans l’éternelle paix. Après avoir dit ce peu de mots sur mon origine, je reviens au fil de l’histoire. »
— Nithard, Histoire des dissensions des fils de Louis le Débonnaire, livre IV